# Peromyscus slevini
Peromyscus slevini és una espècie de mamífer rosegador de la família dels cricètids. És endèmic de l'Illa Catalana (Mèxic). El seu hàbitat natural són les zones de sòl sorrenc amb plantes de les espècies Bursera hindsiana, B. microphylla, Colubrina viridis, Encelia farinose, Esenbeckia flava, Euphorbia polycarpa i Ferocactus diguetii. Està amenaçat per la competència amb P. fraterculus, una espècie introduïda a l'Illa Catalana.
L'espècie fou anomenada en honor de l'herpetòleg estatunidenc Joseph Richard Slevin.